# Wybory prezydenckie w Surinamie w 2010 roku
Wybory prezydenckie w Surinamie w 2010 roku – pośrednie wybory prezydenta i wiceprezydenta Surinamu przeprowadzone 19 lipca 2010. Nowym szefem państwa został wybrany jego były przywódca wojskowy Dési Bouterse.

## Organizacja wyborów i kandydaci
Prezydent Surinamu (oraz wiceprezydent) wybierany jest przez Zgromadzenie Narodowe na okres 5-letniej kadencji. Jeśli w dwóch turach głosowania żaden z kandydatów nie uzyska w parlamencie większości co najmniej 2/3 ustawowej głosów (34 z 51), wyboru głowy państwa zwykłą większością głosów dokonuje ponad 900-osobowe Zgromadzenie Ludowe Surinamu, złożone z członków parlamentu oraz przedstawicieli władz lokalnych.
W maju 2010 w Surinamie odbyły się wybory parlamentarne, wygrane przez koalicję Mega Kombinacja na czele z byłym dyktatorem kraju Désim Bouterse. 8 lipca 2010 nowo wybrany parlament ogłosił datę wyborów prezydenckich na 19 lipca 2010. Czas na zgłaszanie kandydatów mijał 16 lipca 2010. Każda z kandydatur wymagała poparcia co najmniej 7 parlamentarzystów.
16 lipca 2010 do udziału w wyborach zgłoszonych zostało dwóch kandydatów na urząd prezydenta razem z dwoma kandydatami na urząd wiceprezydenta:
- Dési Bouterse oraz Robert Ameerali, przedsiębiorca i prezes Izby Handlu – zgłoszeni odpowiednio przez Mega Kombinację oraz Kombinację-A, które po wyborach parlamentarnych zawiązały koalicję rządową.
- Chandrikapersad Santokhi, minister sprawiedliwości i policji oraz Gregory Rusland, minister zasobów naturalnych – zgłoszeni odpowiednio przez Postępową Partię Reform (VHP) i Partię Narodową Surinamu (NPS), wchodzące w skład koalicji Nowy Front na rzecz Demokracji i Rozwoju odchodzącego prezydenta Ronalda Venetiaana[4][5].

Prezydent Venetiaan, który w wyborach w maju 2010 zdobył mandat w parlamencie nie mógł go objąć do czasu złożenia urzędu szefa państwa. W Zgromadzeniu Narodowym Mega Kombinacja oraz A Kombinacja dysponowały łącznie 30 mandatami, a Nowy Front – 14. W Zgromadzeniu Ludowym Surinamu większość głosów posiadała Mega Kombinacja. Dopiero w przededniu wyborów wsparcia kandydaturze Bouterse w zamian za miejsca w gabinecie udzieliła koalicja Sojusz Ludowy na rzecz Postępu (Volksalliantie Voor Vooruitgang), dysponująca 6 mandatami, co zapewniło mu wymaganą większość 2/3 głosów.

## Wyniki głosowania i reakcje
19 lipca 2010 parlament, przy 36 głosach poparcia, dokonał wyboru Désiego Bouterse i Roberta Ameerali na stanowiska odpowiednio prezydenta i wiceprezydenta kraju. Poparcia udzieliły im koalicje Mega Kombinacja, Kombinacja-A oraz Sojusz Ludowy na rzecz Postępu. Kandydatura Chandrikapersada Santokhiego uzyskała 13 głosów poparcia. Obaj elekci objęli urząd 12 sierpnia 2010.
Po ogłoszeniu wyników tłum zwolenników Bouterse wiwatował pod budynkiem parlamentu, gdzie wcześniej śledzono na telebimach przebieg głosowania. Bouterse tuż po wyborze zaapelował o jedność potrzebną do „budowy kraju”. Stwierdził, że w tym celu „wyciąga rękę do wszystkich Surinamczyków”. Oznajmił, że prawowitymi właścicielami Surinamu są jego obywatele, a nie obce narody.
Holenderskie ministerstwo spraw zagranicznych w odpowiedzi na wybór Bouterse, skazanego zaocznie w tym kraju na 11 lat pozbawienia wolności za handel narkotykami, oświadczyło, że nie jest on mile widziany w Holandii do czasu odbycia kary. Zapowiedziało ograniczenie kontaktów z jego administracją tylko do "praktycznych potrzeb".